# Chałupa Gąsieniców Sobczaków
Chałupa Gąsieniców Sobczaków (poprzednia nazwa; Muzeum Stylu Zakopiańskiego-Inspiracje) – jeden z oddziałów Muzeum Tatrzańskiego, położony przy  ul. Droga do Rojów 6 w Zakopanem.

## Historia
Siedzibą oddziału jest zabytkowa góralska chata zbudowana około 1830 przez góralską rodzinę Gąsieniców Sobczaków. Chata ta jest jednym z najcenniejszych zabytków budownictwa ludowego w Zakopanem, a także jedną z najstarszych zachowanych do dziś budowli drewnianych w mieście. Około 1870 kolejne pokolenie Gąsieniców Sobczaków rozbudowało chatę od tyłu o tylną sień i komorę, a od frontu o ganek. W 1975 Muzeum Tatrzańskie odkupiło chatę od spadkobierców rodziny z celem na mieszkania służbowe. W latach 1978–1980 przeprowadzono generalny remont obejmujący m.in. wymianę fundamentów, wymianę zagrzybionych elementów konstrukcyjnych i belek zrębu, wymianę pokrycia dachowego. W 2008 staraniem ówczesnej dyrektor muzeum Teresy Jabłońskiej, przeprowadzono remont bieżący i adaptację budynku na cele muzealne. W 2009 dokonano oficjalnego otwarcia nowego oddziału Muzeum.